# Kota Marudu
Kota Marudu est une ville de l'État Sabah en Malaisie dans l'ile de Bornéo. Elle est située au nord de l'état à environ 120 km par la route de la capitale Kota Kinabalu et à proximité du golfe de golfe de Balanini Marudu donnant sur la mer de Sulu. Le village, qui compte 8 716 habitants en 2010, est le chef-lieu du district éponyme. Les habitants font pour moitié partie de l'ethnie Kadazan/Dusun. On trouve également de fortes minorités Bajau et chinoise. La ville est située sur la route reliant la capitale à Kudat à l'extrême nord de Sabah.